# Sexto Teidio Valerio Catulo
Sexto Teidio Valerio Catulo (en latín: Sextus Teidius Valerius Catullus) fue un senador romano que vivió a finales del siglo I a. C. y principios del siglo I, y desarrolló su cursus honorum bajo Augusto y Tiberio. Fue cónsul sufecto en el año 31 junto a Fausto Cornelio Sila. también se le conocía como Sextus Tedius Valerius Catullus, pero su nomen se escribe Teidius en los Fasti Nolani y en las actas arvalia.

## Orígenes familiares
Según una investigación de Olli Salomies, Teidio nació como Lucio Valerio Catulo, y fue adoptado por testamento por un senador llamado Sexto Teidio. Salomies también afirma que su hijo fue el Valerio Catulo mencionado como pontífice en una inscripción encontrada en Lanuvium.

## Carrera política
El único cargo que se conoce actualmente que ocupó Catulo, fue el de cónsul sufecto en el año 31, fue nombrado por su firme lealtad al emperador Tiberio, y al prefecto del pretorio Lucio Elio Sejano, por lo cual, tras la caída en desgracia y posterior ejecución de este último, Catulo se retiró de la política definitivamente, para cuidar de sus propiedades en Italia.